# Tour zu Besuch
Bei der Tour zu Besuch handelt es sich um die neunte eigenständige Tournee der deutschen Singer-Songwriterin Madeline Juno.

## Hintergrund
Die Tour zu Besuch war die elfte Konzertreihe – die neunte als Headliner – von Madeline Juno. Es handelte sich hierbei um eine Klubtournee, die Juno und ihre Band im Zeitraum vom 7. April bis zum 23. April 2024 durch 13 deutsche Städte führte. Ihre letzte Klubtournee spielte Juno zwischen Juni und Juli 2022 (Besser kann ich es nicht erklären Tour), zwischenzeitlich spielte sie im Jahr 2023 eine Festival- und Akustiktour. Erstmals angekündigt wurde die Tour am 24. März 2023, noch vor ihren vergangenen beiden Tourneen. Drei Tage nach Bekanntgabe startete ein exklusiver Kartenvorverkauf bei Eventim sowie schließlich der allgemeine Vorverkauf am 29. März 2023. Das Konzert in Osnabrück erfolgte im Zuge des Popsalon Festivals.
In allen Städten, die Juno auf dieser Tour besuchte, spielte sie bereits in der Vergangenheit Konzerte. In Hamburg spielte sie unter anderem ihr 14. Konzert; in keiner Stadt spielte sie bis dato mehr Konzerte. In Frankfurt am Main gab Juno ihr elftes Konzert und in Berlin ihr zehntes, damit gab sie an den Orten ihre zweit- beziehungsweise drittmeisten Konzerte. In acht der 13 Veranstaltungsorten spielte sie dabei aber zum ersten Mal, darunter namhafte Klubs wie das Capitol Hannover, die Garage in Saarbrücken, das Kölner Gloria, Huxleys Neue Welt in Berlin oder auch die Kulturetage in Oldenburg (Oldb); während sie in der Große Freiheit 36 in Hamburg zum zweiten Mal, im Stuttgarter Im Wizemann und der Leipziger Täubchenthal je zum dritten Mal sowie dem Dortmunder Freizeitzentrum West zum vierten Mal spielte. Im Zoom in Frankfurt am Main gab Juno bereits ihr sechstes Konzert, in keiner Lokalität gab sie bis zu diesem Zeitpunkt mehr Konzerte. Das Konzert im Gloria war im Vorfeld ausverkauft, Juno sprach sich aber gegen eine Hochverlegung in eine andere Lokalität aus, weil sie die Nähe zu den Fans nicht aufgeben wollte. Im Huxleys spielte Juno unter anderem vor 1600 Zuschauern.
Auf ein aufwendiges Bühnenbild wurde während der Tour verzichtet, es wurden lediglich einzelne Stehlampen auf der Bühne platziert und ein Orientteppich ausgelegt. Dazu kam eine Nebelmaschine sowie Räucherstäbchen zum Einsatz. Als Tourneeveranstalter konnte man das Hamburger Unternehmen Neuland Concerts für sich gewinnen, als Werbepartner fungierten unter anderem die Kulturnews, The Pick sowie das Rolling Stone.

## Vorprogramm
Auf der Tour wurde Juno von zwei Musikerinnen im Vorprogramm begleitet. Während der ersten Hälfte vom 7. April bis 16. April 2024 spielte, wie auch schon bei der vorangegangenen Akustiktour, die österreichische Singer-Songwriterin Revelle im Vorprogramm. Eigentlich sollte am 16. April 2024 in Dortmund die deutsche Singer-Songwriterin Pantha spielen, diese musste jedoch kurzfristig absagen. Revelle präsentierte eine Setlist, bestehend aus sieben Titeln, während sie sich selbst am Keyboard begleitete. Die meisten Titel entstammten aus ihrem Debütalbum Immer nur Liebe (Juni 2022), hieraus spielte sie die Lieder Erste Liebe, Kein ja / Kein nein, Weißer Pickup und Wir bleiben. Dazu kommen die Single Hollywood, die im Original vom deutschen Musiker Benne aufgenommen wurde, aber auch im Akustikduett von Benne und Revelle als Single erschien (Januar 2021), der zuvor unveröffentlichte Titel Karma, der nach der Tour als Single erschien (April 2024) sowie das Lied Das Unerklärte, das aus Revelles zweiter EP Nur Liebe (Mai 2020) entstammt.
Setlist: Revelle
1. Weißer Pickup
2. Kein ja / Kein nein
3. Karma
4. Das Unerklärte
5. Erste Liebe
6. Wir bleiben
7. Hollywood[9]

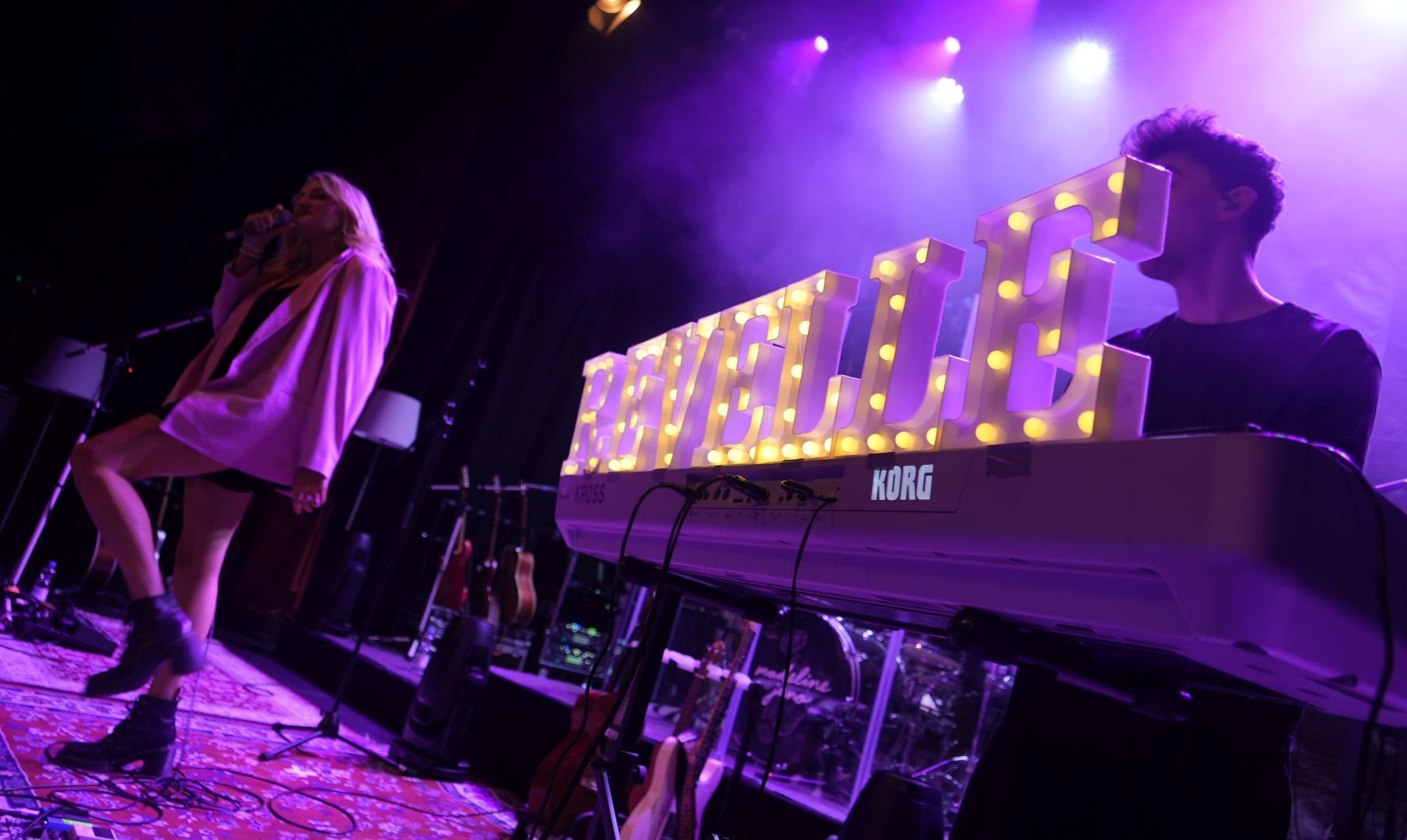
Revelle in Köln.
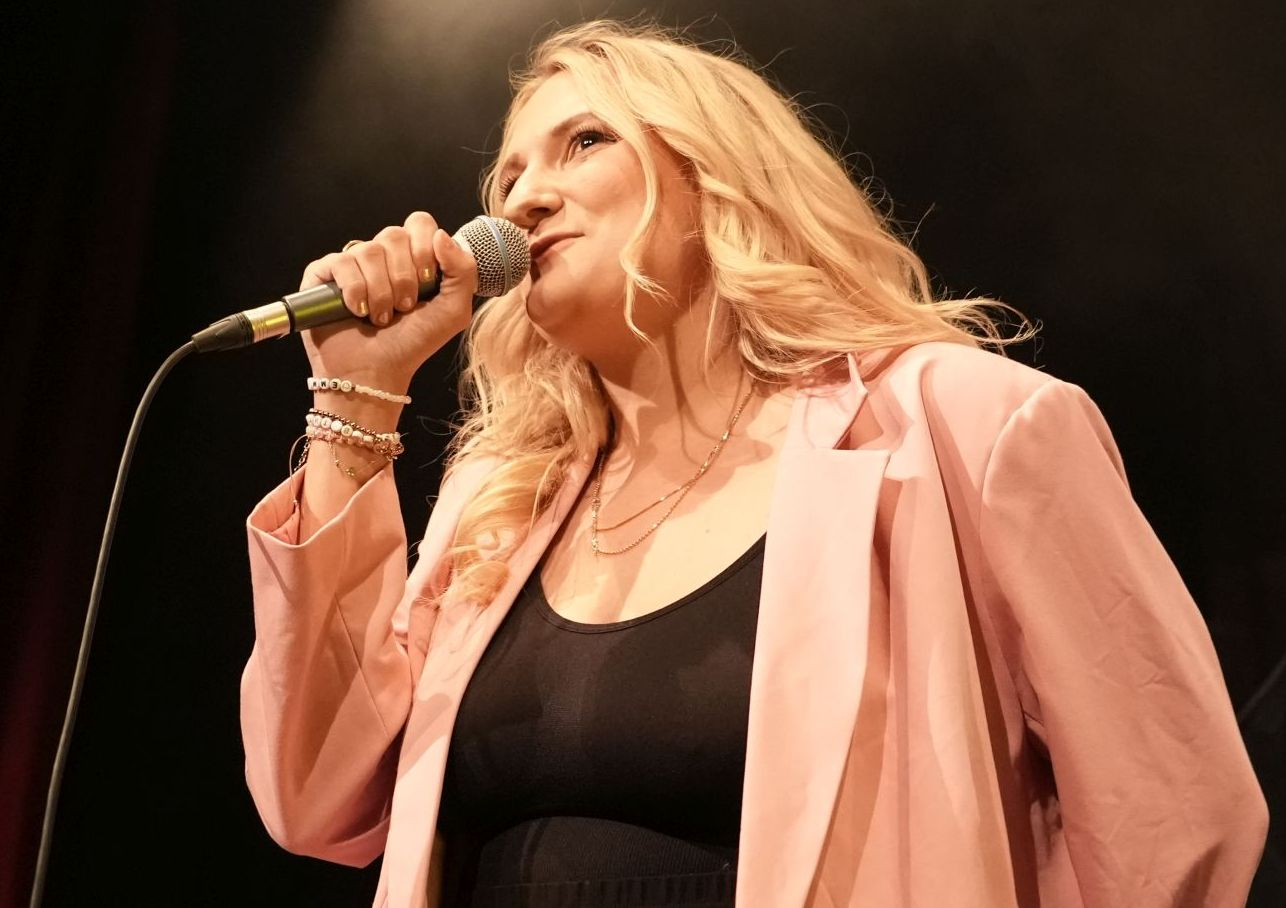
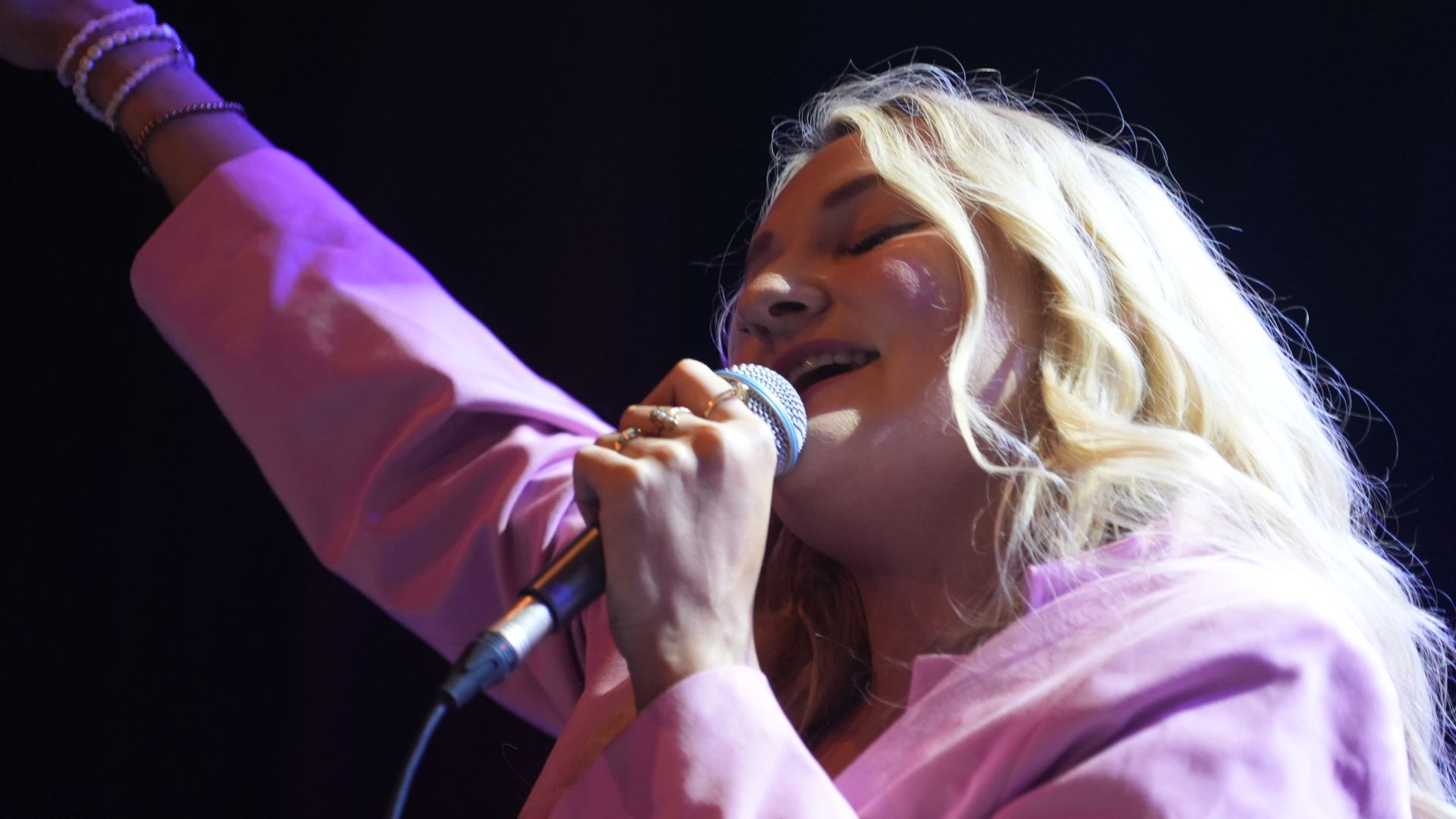

Da das Konzert vom 18. April 2024 in Osnabrück im Zuge des Popsalon Festivals stattfand, gab es dort kein Vorprogramm. Bei den restlichen vier Konzerten, zwischen dem 19. April und 23. April 2024, spielte die österreichische Singer-Songwriterin Ness im Vorprogramm. Diese präsentierte eine Setlist, die sich aus neun Titeln zusammensetzte. Mit Isso, Deine Richtung, Barbie und Lieber kein Problem stammen vier Titel aus ihrem ersten Mixtape Untypisch (Juli 2022). Die Titel Schlechte Tage und Betrunken entstammen der Betrunken EP (Dezember 2023). Darüber hinaus erschienen die Lieder Ist mir egal, Frag für ne Freundin und Schattenfreunde bis zur Tour nur als Singles.
Setlist: Ness
1. Schlechte Tage
2. Ist mir egal
3. Isso
4. Frag für ne Freundin
5. Schattenfreunde
6. Deine Richtung
7. Barbie
8. Betrunken
9. Lieber kein Problem

## Begleitband

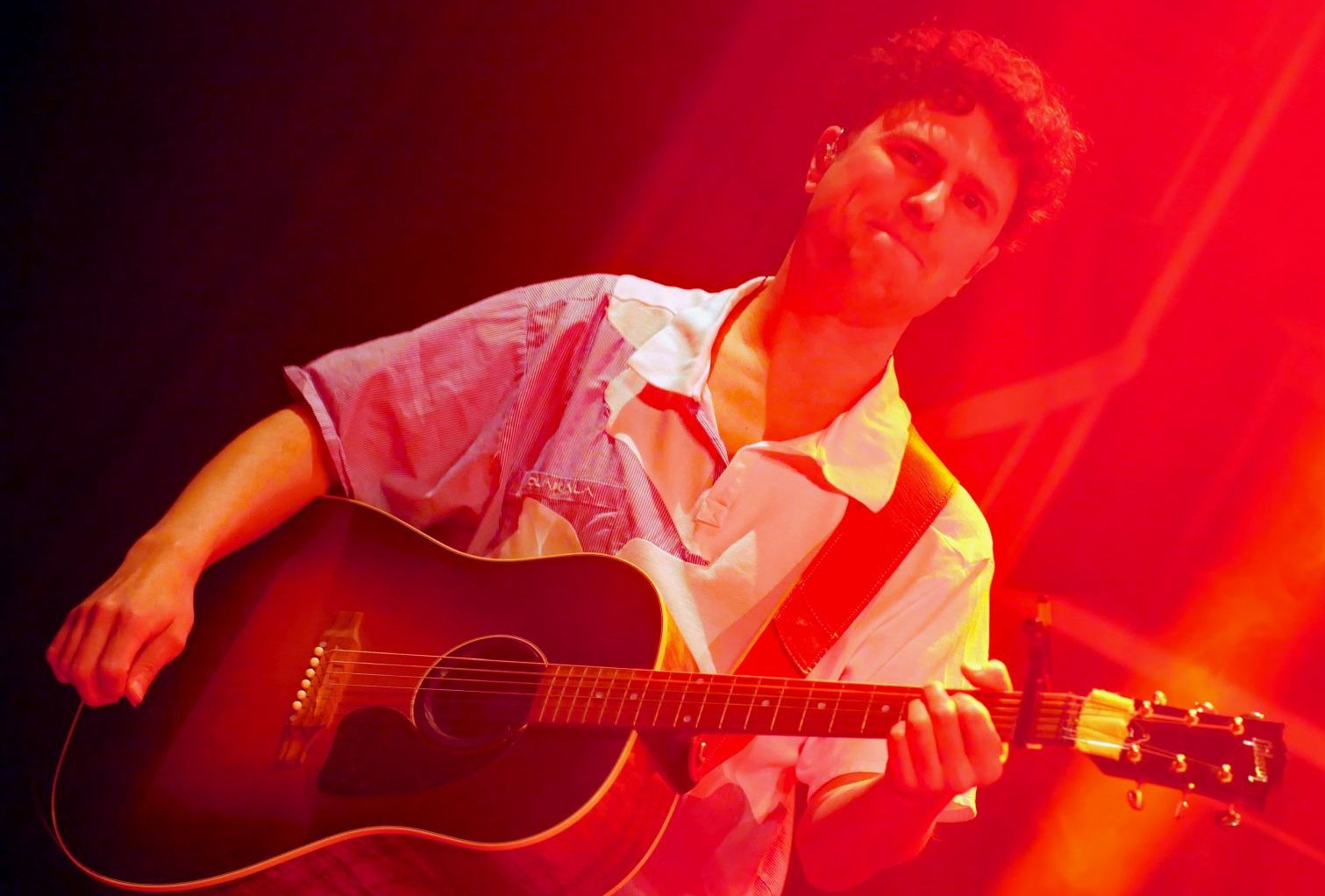
Joschka Bender in Köln.

Die Begleitband während der gesamten Tour bestand aus Joschka Bender (Gitarren), Sebastian Henzl (Begleitgesang und Keyboard), Marco Lesche (Bass), Benjamin Scheufler (Schlagzeug) und Wieland „Blinker“ Stahnecker (Begleitgesang und Gitarren). Während alle Musiker schon zuvor mit Juno unterwegs waren, war es die erste Konzertreihe in dieser Zusammensetzung.
Joschka Bender, begleitet sie bereits seit ihrer ersten Headliner-Tour im Jahr 2014 (The Unknown Tour) und ist darüber hinaus an diversen Produktionen, in verschiedenen Funktionen, beteiligt gewesen. Er ist festes Stammmitglied von Junos Liveband und spielte acht der neun Tourneen mit ihr, so viele wie kein anderer Musiker. Bender spielte lediglich bei der vorangegangenen Akustiktour (2023) kein Konzert. Die zweitmeisten Tourneen spielte Sebastian Henzl mit Juno, er war lediglich nicht bei der The Unknown Tour und der Akustiktour (2019) Bestandteil. Für Benjamin Scheufler ist es nach der Salvation Tour (2016), DNA Tour (2017/18), Was bleibt Tour (2019), Besser kann ich es nicht erklären Tour (2022) und den Sommer, Sonne, Festivals (2023) die sechste Konzertreihe mit Juno. Marco Lesche spielte hiermit nach der Besser kann ich es nicht erklären Tour sowie den Sommer, Sonne, Festivals zum dritten Mal eine Konzertreihe mit Juno und Blinker nach der vorangegangenen Akustiktour seine Zweite.
Bandmitglieder
- Joschka Bender: Akustische Gitarre, E-Gitarre
- Sebastian Henzl: Begleitgesang, Keyboard
- Madeline Juno: Akustische Gitarre, Gesang
- Marco Lesche: Bass
- Benjamin Scheufler: Schlagzeug
- Wieland Stahnecker (Blinker): Akustische Gitarre, Begleitgesang, E-Gitarre

## Tourdaten

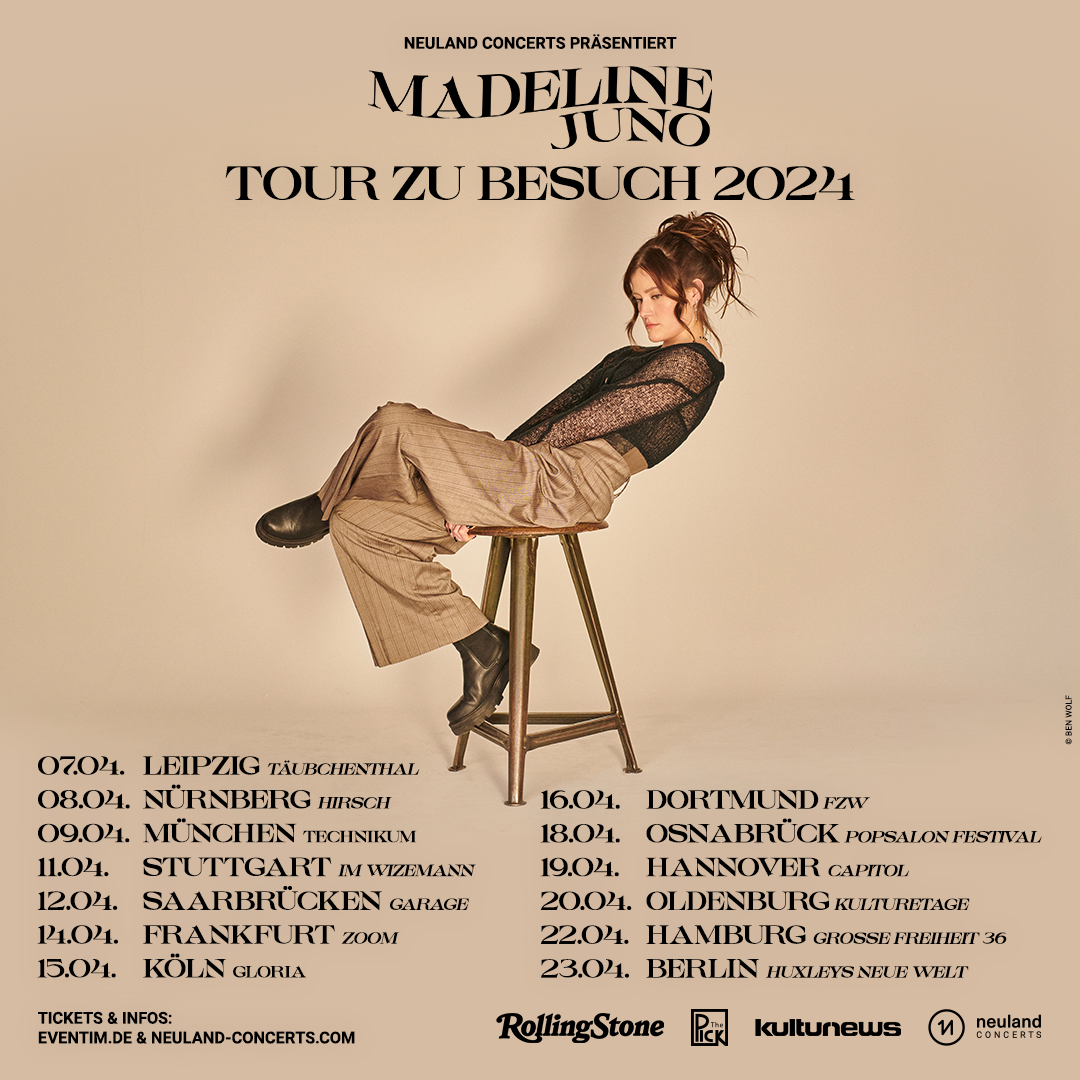
Tourplakat

| Datum          | Stadt             | Veranstaltungsort    | Land        |
| -------------- | ----------------- | -------------------- | ----------- |
| 7. April 2024  | Leipzig           | Täubchenthal         | Deutschland |
| 8. April 2024  | Nürnberg          | Hirsch               | Deutschland |
| 9. April 2024  | München           | Technikum            | Deutschland |
| 11. April 2024 | Stuttgart         | Im Wizemann          | Deutschland |
| 12. April 2024 | Saarbrücken       | Garage               | Deutschland |
| 14. April 2024 | Frankfurt am Main | Zoom                 | Deutschland |
| 15. April 2024 | Köln              | Gloria               | Deutschland |
| 16. April 2024 | Dortmund          | Freizeitzentrum West | Deutschland |
| 18. April 2024 | Osnabrück         | Popsalon             | Deutschland |
| 19. April 2024 | Hannover          | Capitol              | Deutschland |
| 20. April 2024 | Oldenburg (Oldb)  | Kulturetage          | Deutschland |
| 22. April 2024 | Hamburg           | Große Freiheit 36    | Deutschland |
| 23. April 2024 | Berlin            | Huxleys Neue Welt    | Deutschland |

## Setlist
Während der Tour präsentierte Juno zusammen mit ihrer Begleitband 23 unterschiedliche Titel. Es handelte sich dabei um die bis dato größte Setlist von ihr, zuvor war die längte Setlist mit 22 Titel die der Salvation Tour im Jahr 2016. Das Hauptprogramm bestand dabei aus 21 Liedern, dazu kamen mit 99 Probleme, Sommer, Sonne, Depression und Nicht ich drei Titel während der Zugabe. Das Repertoire bestand aus einem popmusikalischen Set. Es war nach der vorangegangenen Was bleibt Tour (2019), Besser kann ich es nicht erklären Tour (2022), den Sommer, Sonne, Festivals (2023) und der Akustiktour (2023) die fünfte Konzertreihe von Juno, die ohne einen ihrer englischsprachigen Titel auskam.
Die Setlist bestand mit elf Titeln etwa zur Hälfte aus Stücken von Junos letztem Studioalbum Nur zu Besuch (Januar 2024) sowie einigen älteren Veröffentlichungen und einigen Neuveröffentlichungen. Aus dem Präsentationsalbum entfielen lediglich die drei Titel: Ich sterbe zuerst, Lawine und Life Goals. Während Juno Ich sterbe zuerst auf der vorangegangenen Akustiktour präsentierte, spielte sie Lawine und Life Goals bis dato auf keiner ihrer Tourneen. Aus dem vorangegangenen Studioalbum Besser kann ich es nicht erklären (Januar 2022) spielte Juno mit Vermisse gar nichts, Nur kurz glücklich, Tu was du willst, Lass mich los, Obsolet, 99 Probleme und Sommer, Sonne, Depression sieben Titel. Dazu kommen mit Grund genug ein Titel aus dem Studioalbum Was bleibt, mit Schatten ohne Licht ein Titel aus Junos erstem deutschsprachigen Studioalbum DNA (September 2017) sowie mit Waldbrand aus der gleichnamigen EP (September 2016) ein Titel aus ihrem ersten deutschsprachigen Tonträger. Damit spielte Juno während der Tour mindestens einen Titel aus allen ihren deutschsprachigen Alben. Einzig aus ihren beiden englischsprachigen Alben The Unknown (März 2014) und Salvation (Februar 2016) spielte sie keinen Titel.
Darüber hinaus präsentierte Juno mit Mediocre und Anomalie zwei neue Titel, die bis dato unveröffentlicht waren. Ersteren präsentierte sie zusammen mit Version von mir in einer akustischen Darbietung inmitten der Konzerte, wobei sie Mediocre auf einer Ukulele spielte. Die beiden Titel erschienen im Folgejahr als Teil von Junos siebten Studioalbums Anomalie, Pt. 1 (Juni 2025).
Setlist (Dortmund):
1. Sad Girl Shit
2. Lovesong
3. Vermisse gar nichts
4. Grund genug
5. Gewissenlos
6. Schatten ohne Licht
7. Mitte Zwanzig
8. Version von mir (Akustik)
9. Mediocre (Akustik)
10. Nur kurz glücklich
11. Tu was du willst
12. Was zu verlieren
13. Murphy’s Law
14. Waldbrand
15. Was weiß ich schon
16. Versprich mir du gehst
17. Anomalie
18. Lass mich los
19. Obsolet
20. Nur zu Besuch

Zugabe:
1. 99 Probleme
2. Sommer, Sonne, Depression
3. Nicht ich

## Rezensionen
Laura Fatteicher von Nordevents beschrieb das Konzert in Hamburg als „tief emotional“. Sie ist der Meinung, dass das Vorprogramm mit Ness nicht hätte passender sein können, da diese in ihrer Musik ebenfalls persönliche Themen wie Bodyimage, Mental-Health-Probleme oder ihre Erfahrungen als queere Person, verarbeitet. Nach ihrem halbstündigen Auftritt sei Ness nur „schweren Herzens“ und mit Rufen nach einer Zugabe von der Bühne gehen gelassen. In einer Art „Wohnzimmeratmosphäre“ habe Juno den Abend, mit Sad Girl Shit und Lovesong, unter großem Applaus eröffnet. Schon beim ersten Ton habe man die Energie gespürt, die sich von der Bühne über das Publikum verteilte, nicht zuletzt wegen der „puren“ Authentizität Junos. Trotz melancholischer Textzeilen habe das Publikum nur so vor positiven Vibes gestrahlt. Statt die Studioaufnahmen eins zu eins umzusetzen, habe die Band echte Liveversionen mit deutlich veränderten Arrangements, unter anderem mit psychedelischen Gitarrensoli oder Jam-Sessions während einer Umziehpause präsentiert. Nach eineinhalb Stunden habe sich die Band unter „tosendem“ Applaus und freudigen Gesichtern von ihren Fans verabschiedet. Dieses Konzert sei nicht nur musikalisch ein Highlight gewesen, sondern auch eine gelungene Gruppentherapie.
Ullrich Maurer von Gästeliste bezeichnete das Konzert in Köln als immens variantenreiche, ungemein kurzweilige und auch lebhafte Show. Die im Vorprogramm spielende Revelle beschrieb der Rezensent als hyperaktive Animateurin, die keine Gelegenheit ausgelassen hätte, das Publikum „irgendwie“ zum Mitmachen zu bewegen. Aufgrund dessen habe ihr Auftritt ein bisschen so gewirkt, als hätte sie nicht so ganz verstanden, worum es bei Juno-Show eigentlich gehe. Jedenfalls hätten ihre generisch formulierten Schlagerpop-Titel im Vergleich zu dem, was Juno inzwischen zu bieten habe, erstaunlich banal und aufgesetzt gewirkt. Während der Hauptshow von Juno zeigte sich Maurer erfreut darüber, dass es hier musikalisch überhaupt nicht darum gegangen sei, die Lieder 1:1 wie auf den Studioproduktionen umzusetzen, um etwa einen Jukebox-Effekt zu erzielen, stattdessen habe es richtige Liveversionen gegeben. So gab es unter anderem Waldbrand in einer neuen Folk-Pop-Version und überhaupt habe es überrascht, dass erstaunlich oft akustische Gitarren zum Einsatz gekommen seien. Auch Juno selbst habe öfter zur Gitarre gegriffen und habe so deutlich gemacht, dass es ihr um die Lieder und die Inhalte – und nicht um den Stil – ihrer Musik gehe. Als „vielleicht am interessantesten“ beschrieb er die zwei neuen Titel Anomalie und Mediocre. Kurz gesagt sei diese Show eine Art musikalisches Selbstporträt einer Künstlerin gewesen, die ihren Platz im Leben und der Kunst endgültig gefunden habe, trotz oder vielleicht sogar wegen ihres Umgangs mit dem ganzen „Sad Girl Shit“.